# St. Elmo's Fire
Pour plus de détails, voir Fiche technique et Distribution.
St. Elmo's Fire ou Le Feu de St. Elmo au Québec et parfois en France, est un film américain réalisé par Joel Schumacher et sorti en 1985.
Il s'agit d'un des films affiliés au Brat Pack.

## Synopsis
Apres l'obtention de leur diplôme, une bande d'étudiants de l'université de Georgetown entre dans l'âge adulte. Ils doivent faire face à divers problèmes et se questionnent sur leur avenir. Par ailleurs, Kirby veut sortir avec Dale, alors qu'Alec et Leslie tentent de sauver leur couple. De son côté, Kevin est secrètement amoureux de Leslie. Quant à Wendy, elle en pince pour Billy.

## Fiche technique
Sauf indication contraire, les informations mentionnées dans cette section peuvent être confirmées par la base de données cinématographiques IMDb,  présente dans la section « Liens externes ».
- Titre original : St. Elmo's Fire
- Titre français : St. Elmo's Fire[2],[3],[4],[5],[6],[7], ou Le Feu de Saint-Elmo[8] ou Le Feu de Saint-Elme[9]
- Titre québécois : Le Feu de St. Elmo
- Réalisation : Joel Schumacher
- Scénario : Joel Schumacher et Carl Kurlander
- Direction artistique : William Sandell
- Décors : Robert Gould et Charles Graffeo
- Costumes : Susan Becker
- Photographie : Stephen H. Burum
- Montage : Richard Marks
- Musique : David Foster
- Production : Lauren Shuler Donner

Producteurs délégués : Bernard Schwartz et Ned Tanen
- Société de production : Delphi IV Productions
- Société de distribution : Columbia Pictures (États-Unis)
- Budget : 10 millions de dollars[10]
- Pays de production :  États-Unis
- Langue originale : anglais
- Format : couleur (Metrocolor) - 2.39:1 - 35 mm
- Genre : comédie dramatique, romance, récit initiatique
- Durée : 110 minutes
- Dates de sortie[11],[8] :
  - États-Unis : 28 juin 1985
  - France : 23 avril 1986 (sortie limitée en province)
- Classification[12] :
  - États-Unis : R - Restricted
  - France : tous publics

## Distribution
- Emilio Estevez (VF : Jean-Loup Horwitz) : Kirby "Kirbo" Keger
- Rob Lowe (VF : Luq Hamet) : Billy Hicks
- Andrew McCarthy (VF : Jean-François Vlérick) : Kevin Dolenz
- Demi Moore (VF : Marie-Laure Beneston) : Julianna "Jules" Van Patten
- Judd Nelson (VF : Gilles Laurent) : Alec Newbary
- Ally Sheedy (VF : Anne Rondeleux) : Leslie Hunter
- Mare Winningham (VF : Michèle Lituac) : Wendy Beamish
- Andie MacDowell (VF : Isabelle Ganz) : Dale Biberman
- Jenny Wright (VF : Céline Monsarrat) : Felicia Hicks, l'épouse de Billy
- Martin Balsam (VF : Jacques Deschamps) : M. Beamish, le père de Wendy
- Joyce Van Patten : Mme Beamish, la mère de Wendy
- Jon Cutler (VF : Vincent Violette) : Howie Krantz
- Matthew Laurance (en) : Ron Dellasandro, un voisin de Jules
- Gina Hecht : Judith, la colocataire de Dale
- James Carrington : Guy, le petit ami de Dale
- Anna Maria Horsford (VF : Maïk Darah) : Naomi, la prostituée
- Blake Clark : Wally, le patron du bar St. Elmo
- Whip Hubley : l'homme qui accompagne Felicia au concert du bar St. Elmo
- Mario Machado : M. Kim

## Production

### Attribution des rôles
Le réalisateur Joel Schumacher a du batailler ferme face au studio pour imposer les choix de Demi Moore, Judd Nelson, Emilio Estevez, Andrew McCarthy et Andie MacDowell. Le choix de Rob Lowe est cependant facilement approuvé car l'acteur est alors très populaire, tout comme Ally Sheedy et Mare Winningham. Emilio Estevez, Ally Sheedy et Judd Nelson sont notamment choisis en raison de The Breakfast Club de John Hughes — ce dernier les ayant chaudement recommandés auprès de la productrice Lauren Shuler Donner.
Robert Downey Jr. avait été envisagé pour le rôle de Billy Hicks, alors que C. Thomas Howell a auditionné pour incarner Kirby. Quant à Jodie Foster, Tatum O'Neal et Joan Cusack, elles ont refusé le rôle de Jules. De nombreuses actrices seront par ailleurs envisagées pour incarner Leslie : Brooke Shields, Meg Ryan, Jamie Lee Curtis, Melanie Griffith, Sarah Jessica Parker, Bridget Fonda, Elisabeth Shue ou encore Jennifer Jason Leigh. Anthony Edwards, Laura Dern et Lea Thompson ont également auditionné pour le film.

### Tournage
Le tournage a lieu d'octobre à décembre 1984. Il se déroule à l'université du Maryland à College Park, à Washington (notamment dans les quartiers de Georgetown et Adams Morgan) ainsi qu'à Los Angeles.

## Bande originale
La musique du film est composée par David Foster. La chanson-thème du film, St. Elmo's Fire (Man in Motion), est interprétée par le chanteur britannique John Parr et connaît un succès international en 1985. John Parr explique avoir écrit la chanson en hommage à l'athlète paralympique Rick Hansen.
L'album de la bande originale commercialisé par Atlantic Records contient également des chansons pop rock ainsi que des compositions de David Foster. L'album est nommé aux Grammy Awards 1985 dans la catégorie Best Album of Original Score Written for a Motion Picture or Television Special.
Face A
1. John Parr – St. Elmo's Fire (Man in Motion)[16]
2. Billy Squier (en) – Shake Down
3. Elefante – Young And Innocent
4. Jon Anderson – This Time It Was Really Right
5. Fee Waybill – Saved My Life

Face B
1. David Foster –	Love Theme From St. Elmo's Fire (instrumentale)
2. Vikki Moss – If I Turn You Away
3. Airplay –	Stressed Out (Close To The Edge)
4. David Foster – Georgetown
5. David Foster – Love Theme From St. Elmo's Fire (Just For A Moment)

## Accueil
Le film reçoit des critiques mitigées à sa sortie. Sur l'agrégateur américain Rotten Tomatoes, il récolte 43% d'opinions favorables pour 42 critiques et une note moyenne de 5,2⁄10. Sur Metacritic, il obtient une note moyenne de 35⁄100 pour 15 critiques.
David Denby de The New Yorker décrit Joel Schumacher comme « terriblement sans talent » et ajoute que « personne de plus de quinze ans » n'aimera le travail des acteurs. Dans The New York Times, Janet Maslin écrit notamment : « St. Elmo's Fire est plus attrayant quand il donne simplement aux acteurs une chance de flirter avec la caméra et entre eux. Lorsqu'il tente de prendre au sérieux les problèmes de personnages gâtés, aisés et d'une suffisance insupportable, il devient considérablement moins attrayant. »
Par ailleurs, Rob Lowe remporte le « prix » du pire second rôle masculin lors des Razzie Awards 1986.
Le film connait un succès commercial aux États-Unis avec 36 754 543 dollars récoltés au box-office. En France, il est inédit à Paris en salles, mais est sorti en province le 23 avril 1986 sous le titre Le Feu de Saint-Elmo.

## Projet d'adaptation télévisée
En août 2009, Sony Pictures Television reçoit un script pour un projet d'une série télévisée inspirée par le film et mettant en scène 6 nouveaux personnages,. Topher Grace et Gordon Kaywin de Sargent Hall Productions proposent le projet à Jamie Tarses. Ils engagent ensuite Dan Bucatinsky pour écrire le pilote et demande à Joel Schumacher s'il approuve l'idée. En août 2019, il est révélé que NBC développe le projet avec  Josh Berman comme scénariste et producteur délégué.